# Breno TI
| TI ist das Kürzel für den Kanton Tessin in der Schweiz. Es wird verwendet, um Verwechslungen mit anderen Einträgen des Namens Breno zu vermeiden. |

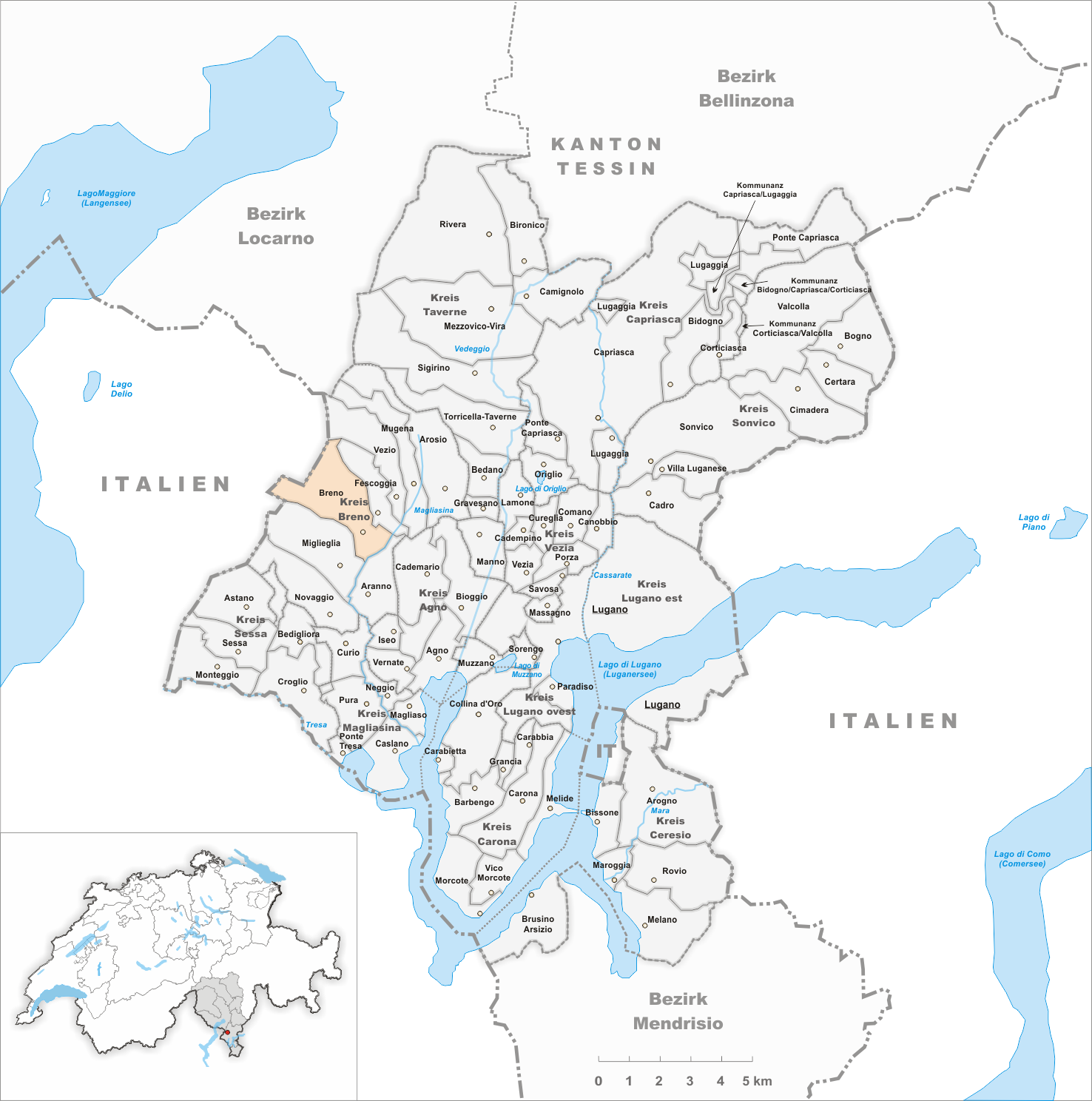
Gemeindestand vor der Fusion am 13. März 2005

Breno (Bren in Tessiner Dialekt) ist eine Ortschaft in der Gemeinde Alto Malcantone, Kanton Tessin. Es ist eines der wenigen Dörfer im Tessin, das noch den weitgehend gleichen Anblick bietet wie im 19. Jahrhundert.

## Geographie
Das Dorf liegt im oberen Malcantone auf 802 m ü. M. am rechten Ufer der Magliasina, an der Strasse Agno–Mugena.

## Geschichte
Das Dorf wurde 1140 als Breno erstmals erwähnt. Seit dem 11. Jahrhundert besassen der Erzbischof von Mailand und die Abtei Sant’Abbondio von Como dort Rechte und Grundstücke. Diejenigen der Abtei bildeten eine castalderia und wurden gewöhnlich der Gemeinde zum Lehen gegeben; dadurch entstanden im 12. und 13. Jahrhundert Streitigkeiten zwischen den beiden Parteien. 1579 wurden die Rechte und Güter der Abtei von der vicinanza zurückgekauft. Zur Gemeinde Breno scheinen früher auch Vezio und Fescoggia gehört zu haben, doch waren 1473 diese beiden Gemeinden schon selbständig. Im 16. Jahrhundert musste Breno dem Herzog von Mailand 16 Soldaten stellen. 1516 wird dort ein Schloss erwähnt.
Die damalige Gemeinde Breno fusionierte am 13. März 2005 mit Arosio, Fescoggia, Mugena und Vezio zur neuen politischen Gemeinde Alto Malcantone. Breno bildet aber nach wie vor eine eigenständige Bürgergemeinde.

## Bevölkerung

### Bevölkerungsentwicklung
Einwohnerzahlen: Volkszählungsdaten

## Sehenswürdigkeiten
Das Dorfbild ist im Inventar der schützenswerten Ortsbilder der Schweiz (ISOS) als schützenswertes Ortsbild der Schweiz von nationaler Bedeutung eingestuft.
- Pfarrkirche San Lorenzo, 1233 erstmals erwähnt, 1596 und 1853 umgebaut und 1912 restauriert[7][8]
- Museo d’Arte Sacra[7][9]
- Oratorium San Rocco, seit 1522[7]
- Kapelle Santa Maria della Bolla[7]
- Wohnhaus mit Fresko Madonna del latte[7]
- Wohnhaus Grandi mit malerischer Ausschmückung[7]
- Burgruine im Ortsteil Redavra[7]

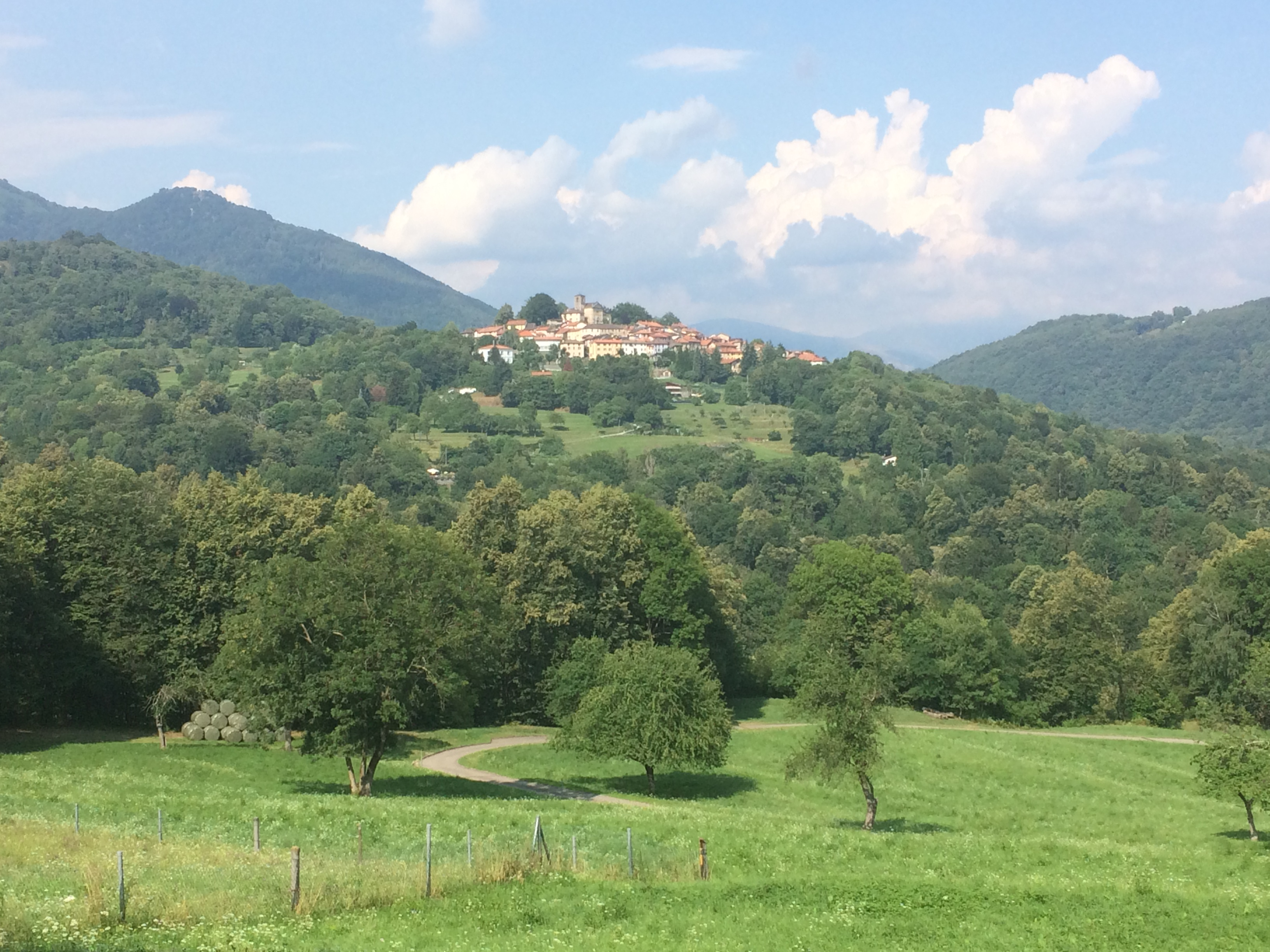
Dorf von Süden
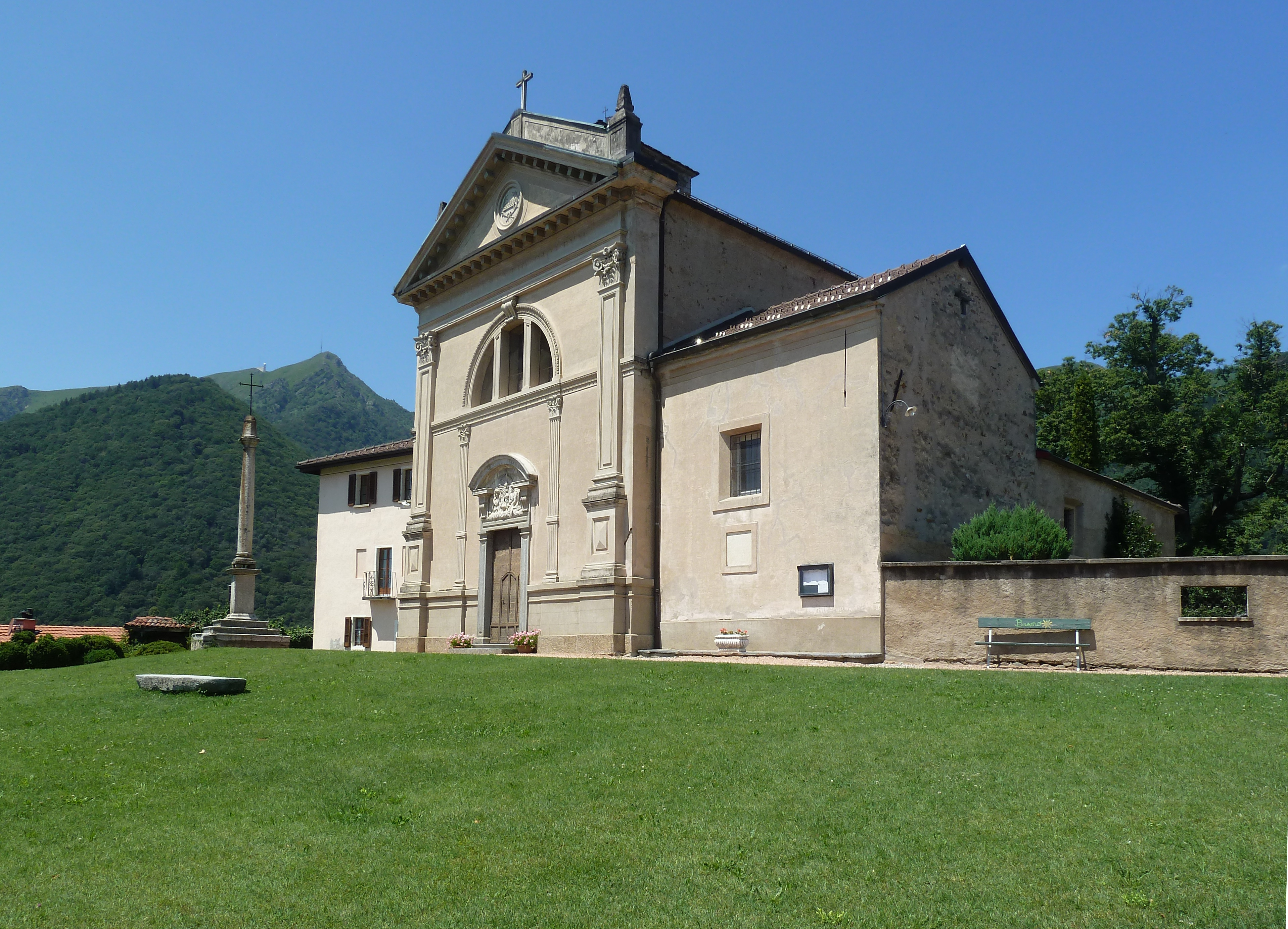
Kirche San Lorenzo
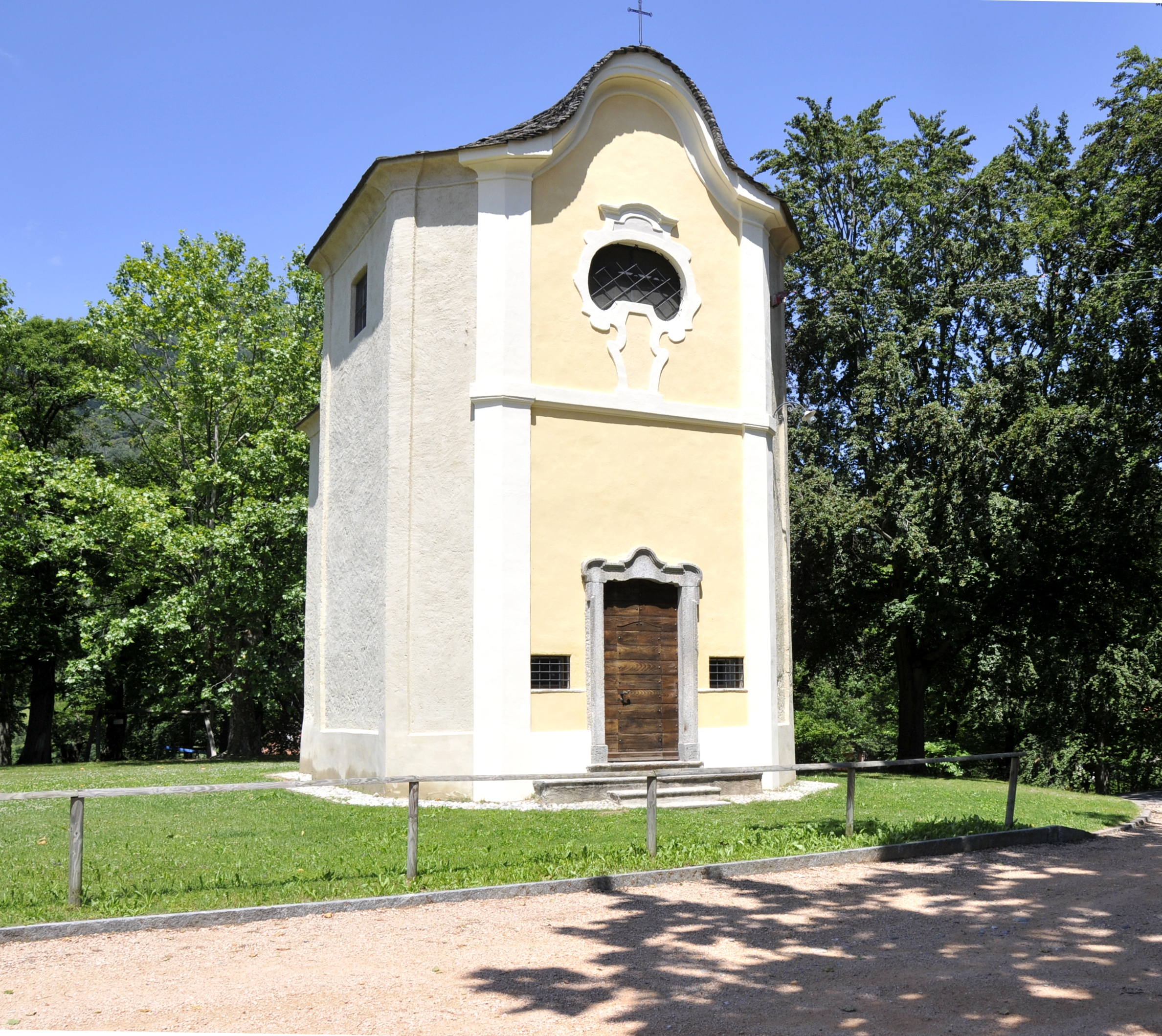
Oratorium San Rocco

## Verschiedenes
- Pfarrei San Lorenzo[10]